# 1231
سنة 1231 كانت سنة بسيطة تبدأ يوم الأربعاء (الرابط يظهر نموذج التقويم الكامل للسنة) من التقويم اليولياني.

## أحداث
- تأسيس مدينة كولدنغ وتقع حاليا في الدنمارك.

## مواليد
- أحمد بن الحسين
- هنري الثالث، دوق برابانت

## وفيات
- أنطونيو من لشبونة.
- ابن حماد.
- أبو سعيد الباجي.
- أنطونيو من لشبونة.
- ابن حماد.
- جلال الدين منكبرتي.
- عبد اللطيف بن يوسف البغدادي.
- بهرام شاه